# مارنی نیکسون
مارنی نیکسون (انگلیسی: Marni Nixon؛ ۲۲ فوریهٔ ۱۹۳۰ – ۲۴ ژوئیهٔ ۲۰۱۶) خواننده، خواننده اپرا، و هنرپیشه اهل ایالات متحده آمریکا بود. وی بین سال‌های ۱۹۴۸ تا ۲۰۱۶ میلادی فعالیت می‌کرد و با لقب خواننده نامرئی هالیوود شناخته می‌شد.

## زندگی‌نامه
مارنی با نام کامل مارگرت نیکسون مک ایترون انگلیسی: Margaret Nixon McEathron در التادنا، کالیفرنیا به دنیا آمد. او برای دوره‌ای از کار صداپیشگی اش ناشناس بود چون استودیوهای بزرگ هالیوود با او قراردادی بسته بودند که بر اساس آن خانم نیکسون نمی‌توانست هویت خود را به عنوان خواننده فیلم‌های موزیکال فاش کند. هویت مارنی نیکسون زمانی آشکار شد که دبورا کار، ستاره پادشاه و من، از او یاد کرد و کارش را ستود.
وی در بسیاری از فیلم‌های موزیکال هالیوود به جای هنرپیشه‌های اصلی می‌خواند با وجود این همه بازیگران و ستاره‌های هالیوود شیفته کار او نبودند.
در فیلم بانوی زیبای من آوازهای اودری هپبورن را خواند و صدای او روی صحنه‌های آوازخوانی مریلین مونرو و ناتالی وود هم استفاده شده بود.
نیکسون کارش را مانند یک بدلکار و در ارتباط نزدیک با ستاره‌های فیلم دنبال می‌کرد تا بتواند حس آنها را به تماشاگر منتقل کند. او در مصاحبه‌ای به واشنگتن پست گفته بود که دبورا کار دوست داشت نتیجه کار طوری باشد که انگار خودش واقعاً دارد می‌خواند و می‌خواست حرکت ماهیچه‌ها و کش آمدن دهان و فک مثل حرکات خودش باشد. آدری هپبورن زمان فیلمبرداری بانوی زیبای من مارنی نیکسون را به سر صحنه می‌برد و از نزدیک با او کار می‌کرد تا مطمئن شوند اجرا و صدای روی آن با هم می‌خواند.
ناتالی وود که نقش ماریا را در داستان وست ساید بازی می‌کرد فکر می‌کرد که مارنی نیکسون فقط قرار است نوت‌های بالا را جای او بخواند. اما خانم نیکسون در مصاحبه‌ای گفت «او (ناتالی وود) نمی‌دانست هر چه خوانده قرار است دور ریخته شود و صدای من جایگزین آن شود. فکر نمی‌کنم این چندان با غرور ناتالی وود سازگار بوده باشد».
وی در بین سال‌های ۱۹۶۹ تا ۱۹۷۱ در مؤسسه هنرهای کالیفرنیا تدریس نمود.

## درگذشت
مارنی نیکسون روز یکشنبه ۲۴ ژوئیه ۲۰۱۶ در سن ۸۶ سالگی در ایالت نیویورک بر اثر سرطان پستان درگذشت.

## فیلمشناسی
- سیندرلا (۱۹۵۰)
- پادشاه و من (۱۹۵۶)
- عشقبازی به یادماندنی (۱۹۵۷)
- داستان وست ساید (فیلم) (۱۹۶۱)
- بانوی زیبای من (۱۹۶۴)
- اشک‌ها و لبخندها (۱۹۶۵) همچنین در نقش یک راهبه
- ساینفلد (۱۹۹۴) یک اپیزود
- مولان (فیلم ۱۹۹۸) (۱۹۹۸)
- گلی (مجموعه تلویزیونی) (۲۰۱۱) یک اپیزود
- مری پاپینز، باغ اسرارآمیز